# 施泰特富特

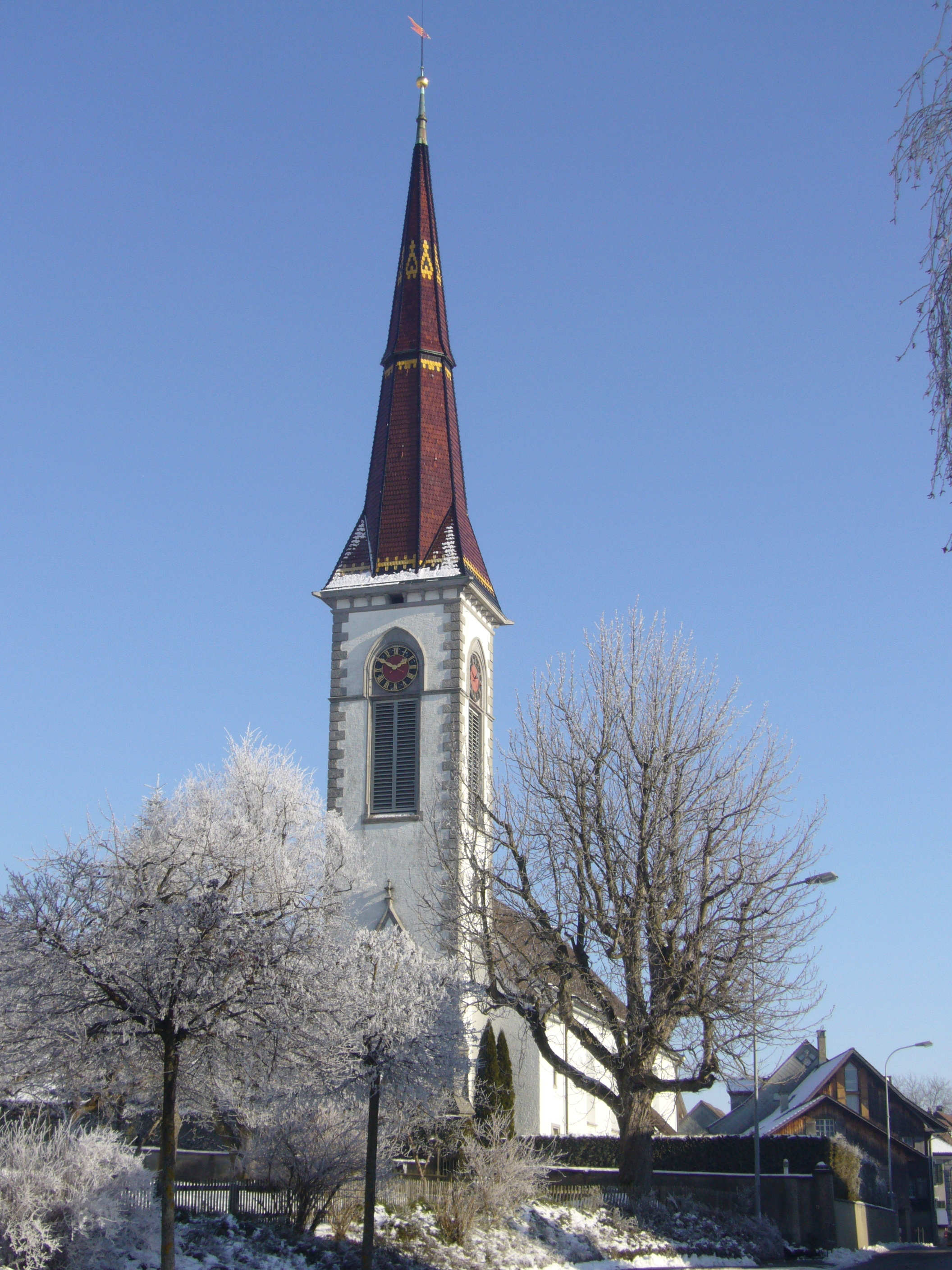

斯泰特富爾是瑞士的城鎮，位於該國東北部，由圖爾高州負責管轄，面積6.36平方公里，海拔高度475米，2012年人口1,140，五成半人口信奉基督教，人口密度每平方公里179人。